# Веселинка Браловић
Веселинка Браловић (Беране, 1959) српски је музички педагог, диригент и доцент Универзитета у Приштини, са седиштем у Звечану.

## Биографија
Рођена је 19. августа 1959. године у Беранама (Црна Гора). Основну школу и школу основног музичког образовања завршила је на Жабљаку, Средњу музичку школу „Петар Петровић Његош” у Подгорици, а 1983. године дипломирала је на Факултету музичке уметности у Београду на одсеку Општа педагогија.
Током студија била је члан Академског хора Collegium musicum и хора Бранко Крсмановић (сада Обилић) познатих код нас и у свету. Са овим хоровима наступала је широм Европе, делом Америке и Азије, где је "Collegium musicum" увек освајао прве и специјалне награде, достојно представљајући државу и факултет.

### Радна биографија
Године 1983. почиње са радом у Гимназији „Филип Филиповић” у Чачку у којој је предавала музичку уметност. Упоредо је радила и у Музичкој школи „Војислав Вучковић”, где је предавала предмете солфеђо и клавир. У Гимназији „Филип Филиповић” почели су њени први кораци у вођењу хора.
За предавача на Педагошкој академији за разредну наставу из Неготина за предмете методика музичке наставе и вокално-инструменталне наставе изабрана је 1984. године. Двадесет студената, чији је она била ментор, дипломирало је из ових предмета. За вишег предавача, на истом факултету за исте предмете, изабрана је 1989. године.
Поред рада на Педагошкој академији од 1984. до 1991. била је диригент Градског мешовитог хора „Стеван Стојановић Мокрањац”, Хора девојака Педагошке академије и Црквеног хора „Свете Тројице” у Неготину.
Године 1991. се сели у Бајину Башту и почиње са радом у Образовном центру „Јосиф Панчић”. Основала је први озбиљан Хор девојака Гимназије „Јосиф Панчић” и огромним радом успела да их доведе у ред већ афирмисаних хорова.
Од 2003. до 2007. године ради у Дому ученика Средње железничке школе у Београду и одговорни је уредник музичке секције за класичну и популарну музику. Све четири године њени ученици освајали су прва и друга места на музичким такмичењима „Домијада”.
Од 15. октобра 2005. године је ангажована на Универзитету у Приштини са седиштем у Звечану, као спољни сарадник за предмете солфеђо и методика солфеђа. За доцента, на истом факултету, изабрана је 1. октобра 2007. године за предмет солфеђо.